# East Hauxwell
East Hauxwell – wieś i civil parish w Anglii, w North Yorkshire, w dystrykcie (unitary authority) North Yorkshire. W 2001 civil parish liczyła 33 mieszkańców. Leży 60 km na północny zachód od miasta York i 332 km na północ od Londynu. East Hauxwell jest wspomniana w Domesday Book (1086) jako Hauocheswelle/Hauocswelle.